# Ismaël Bennacer
Ismaël Bennacer (arabiska: إسماعيل بن ناصر), född 1 december 1997 i Arles, Frankrike, är en fransk-algerisk fotbollsspelare som spelar för italienska AC Milan. Han representerar även Algeriets landslag.
Bennacer föddes i Arles, Frankrike till en marockansk far och en algerisk mor.

## Karriär

### Tidiga år
Bennacer började sin fotbollskarriär i den franska klubben AC Arles-Avignon 2004. Han gjorde total 6 matcher för Arles-Avignon.

### Arsenal
Ismaël Bennacer skrev på för Arsenal 2015 för omkring €300,000. Han spenderade två år i klubben, men lyckades aldrig slå sig in i A-laget. Hans enda match för Arsenal kom i ligacupen mot Sheffield Wednesday.

### Tours (lån)
31 januari 2017 blev det klart att Bennacer lånas ut till den franska fotbollsklubben Tours. Där spelade han totalt 22 matcher och gjorde 1 mål.

### Empoli
21 augusti 2017 köpte den italienska fotbollsklubben Empoli Bennacer för €1,000,000. Han spelade 77 matcher totalt och gjorde 2 mål. Bennacer lyckades vinna Serie-B med Empoli under säsongen 2017/2018, och klubben blev då uppflyttade till Serie-A.

### Milan
Den 4 augusti 2019 skrev Bennacer på för italienska klubben Milan för omkring €16,200,000.

## Landslagskarriär
Ismaël Bennacer vann Afrikanska mästerskapen 2019 efter en 1-0-seger mot Senegal. Han blev även utsedd till turneringens spelare.